# いろりカード
いろりカードとは、神岡鉄道で利用できたプリペイドカードである。神岡鉄道開業10周年の1994年（平成6年）に主要駅で枚数限定で販売が開始された。後に神岡鉄道自体が廃線により消滅したため利用は出来ない。

## 概要
いろりカード対応の自動券売機で乗車券（切符）の購入に利用できる。
サイズはテレホンカードぐらい、オレンジカードよりは小さめである。
いろりカードで他のいろりカードの購入はできず、車内精算で使用することもできない。

## 額面
- 不明

## 収集対象
いろりカード（イロカ）もオレンジカード（オレカ）やテレホンカード（テレカ）と同じように収集アイテムとなっている。

## いろりカードが使用可能だった駅
- 神岡鉄道神岡線 神岡鉱山前駅・奥飛騨温泉口駅